# Скрипицино (Нижнеломовский район)
Скрипицино — село в Нижнеломовском районе Пензенской области России. Входит в состав Виргинского сельсовета.

## География
Село находится в северо-западной части Пензенской области, в пределах Керенско-Чембарской возвышенности, в лесостепной зоне, на правом берегу реки Юловки, на расстоянии примерно 25 километров (по прямой) к юго-востоку от города Нижний Ломов, административного центра района. Абсолютная высота — 209 метров над уровнем моря.

### Климат
Климат характеризуется как умеренно континентальный, с холодной продолжительной зимой и тёплым летом. Средняя температура воздуха самого тёплого месяца (июля) — 19,1 — 19,5 °C; самого холодного (января) — −13,3 — −11,3 °C. Продолжительность безморозного периода 125—144 дней. Период активной вегетации длится около 141 дня. Среднегодовое количество атмосферных осадков составляет 520 мм, из которых большая часть выпадает в тёплый период. Снежный покров устанавливается в конце ноября и держится в течение 140 дней.

### Часовой пояс
Село Скрипицино, как и вся Пензенская область, находится в часовой зоне МСК (московское время). Смещение применяемого времени относительно UTC составляет +3:00.

## Население
| 1718 | 1795 | 1864 | 1877 | 1911 | 1926 | 1930 |
| ---- | ---- | ---- | ---- | ---- | ---- | ---- |
| 14   | ↗256 | ↗342 | ↗389 | ↗438 | ↗584 | ↗627 |
| 1939 | 1959 | 1979 | 1989 | 1996 | 2002 | 2010 |
| ↘386 | ↘242 | ↘109 | ↘31  | ↘19  | ↘1   | →1   |

### Национальный состав
Согласно результатам переписи 2002 года в деревне проживал один житель русской национальности.